# Heimstätte Bärau
Die Lebensart Bärau (ehemals Heimstätte Bärau) ist ein grosses Wohnheim für Betagte sowie körperlich und geistig Behinderte im Dorf Bärau, Gemeinde Langnau im Emmental, Kanton Bern, Schweiz.
Ihre Ursprünge gehen auf eine Armen-, Arbeits- und Erziehungsanstalt für das obere Emmental zurück, die 1784 auf die Initiative von Gottfried Friedrich Ith, Landvogt von Trachselwald, in der Nähe von Langnau in Betrieb genommen wurde. 1812 wurde die Anstalt an den jetzigen Standort verlagert; sie bot bereits Platz für 500 Bewohner. 1848 wurde sie vom Kanton Bern als Staatsanstalt für Arme, Arbeitsunfähige und Gebrechliche übernommen und wurde zum Vorbild für weitere Anstalten in Frienisberg, Kühlewil, Riggisberg, Utzigen, Wiedlisbach (Dettenbühl) und Worben. Nachdem die weiblichen Insassen in den 1860er Jahren ins Schloss Hindelbank umgesiedelt worden waren, wurde die Staatsanstalt 1891 gänzlich aufgehoben, jedoch ab 1897 von einer durch die Gemeinden des Amtsbezirkes Signau gegründeten Genossenschaft weitergeführt.
1923 bis 1927 erfolgte ein kompletter Neubau der Anstalt, der auf etwa 350 Bewohner angelegt war. Ab 1963 wurde das Hauptanstaltsgebäude durch einzelne Bewohnerhäuser ersetzt, und am 15. Mai 1970 wurde das neue Pflegeheim Bärau eröffnet. 1992 wurde aus der Genossenschaft eine Stiftung, und der Name Pflegeheim Bärau wurde zu Heimstätte Bärau verändert. Zwischen 2004 und 2007 wurden sämtliche Häuser renoviert bzw. grösstenteils abgerissen und im Minergie-Standard neu erbaut.
2012 kam eine erneute Umbenennung von Heimstätte Bärau in Stiftung LebensART mit Sitz in Langnau. Ein Jahr später erfolgte die Übernahme des Hotels Orchidee in Burgdorf und des Wohnheims Balance in Oberburg. Im Jahr 2016 wird die sbe Wegmatte in Trubschachen durch Übernahme zur LebensART Trubschachen. Seit 2017 gehört auch das Alterswohnheim Riedli zur Stiftung Lebensart und wird umbenennt zu «Lebensart Aarwangen.»